# El Tio Cuc
El Tio Cuc fue un semanario satírico en valenciano publicado en Alicanteentre 1914 y 1936. Su fundador fue el escritor y periodista alicantino Josep Coloma Pellicer.
La revista, de ideología valencianista republicana, utilizaba la sátira para protestar ante los problemas sociales y políticos, como el hambre, la falta de escuelas y la corrupción política. Josep Coloma, como editor, recibió diversas querellas y ataques por sus denuncias en el semanario.
Entre 1914 y 1931 la revista utilizaba la variante dialectal alicantina del valenciano con ortografía castellana. A partir de 1931, con la incorporación a la redacción de Enric Valor, El Tio Cuc fue adoptando las Normas de Castellón.